# Vitez
Vitez (francosko chevalier, latinsko eques, nemško Ritter, rusko rycaŕ), v srednjem veku naziv za vojaka na konju, v širšem smislu tudi naziv za fevdalca, ki je bil po predpisani proceduri proglašen za viteza.
Vitezi so bili v glavnem pripadniki nižjega plemstva. Bili so poklicni vojaki, katerih veščine so se izkazale predvsem v vojnah med Normani in Arabci. Vitez je lahko postal vsak, vendar je oprema bila draga  (čelada s pomičnim vizirjem, oklep, meč, ščit, sulica in drugo) in prvorazredni konji dostopni samo bolj bogati fevdalni gospodi. Bili so odvisni od svojega fevdalnega gospoda  in so zanj poleg vojaške službe opravljali tudi druge naloge (pobiranje davkov, zatiranje uporov...). Za svoje usluge so od fevdalnega gospoda dobivali fevde in del vojnega plena.
V srednjeveških predstavah so bili vitezi junaki brez napak in strahu, nesebični, predani cerkvi in svojemu fevdalnemu gospodu, pobožni, velikodušni, smeli, branilci ženske časti ter zaščitniki vdov in siromašnih. Njihove podvige in prigode so opevali in o njih pripovedovali zgodbe, ki so bile najpogosteje idealizirane in so se ohranile vse do danes kot legende. Za obdobje srednjeveške književnosti je poleg viteške poezije značilen tudi viteški roman.
S propadanjem fevdalizma je propadalo tudi viteštvo. Vitezi so izgubili materialno osnovo in bogate zaščitnike in mnogi so postali cestni roparji (Raubritter). Usodo vitezov in njihovega načina vojskovanja je zapečatil izum smodnika, ki je dal prednost pešcem, oboroženim s strelnim orožjem.
Naziv »vitez« se je ohranil in se danes uporablja kot naziv za plemiča oziroma kot stopnja nekaterih odlikovanj.

## Vir
- Opća enciklopedija JLZ, Zagreb 1982, VIII, 542